# Isole Watubela
Le isole Watubela sono un arcipelago dell'Indonesia, nelle Molucche. Quest'ultime si trovano nel Mare di Banda a est-sud-est del vasto gruppo di isole delle Molucche, tra l'isola di Ceram (97 km a nord-ovest) e le Isole Kei (132 km a sud-est). L'arcipelago conta tre isole maggiori: Watubela - con una superficie di 3,9 km2 (a nord), Kasiui (al centro-nord) - la più grande e con una superficie di 31 km2, infine Teor (a sud ) - con una superficie di 22,7 km2, a cui si aggiungono un isolotto all'estremo nord e un isolotto di un chilometro quadrato e mezzo al centro. Le coste orientali delle isole bagnano il Mare di Ceram. L'isola di Watubela è anche conosciuta come Matabela. Amministrativamente l'arcipelago dipende dal kabupaten di Seram Bagian orientale (in indonesiano Kabupaten Seram Bagian Timur), nella provincia delle Molucche.